# Chéroy

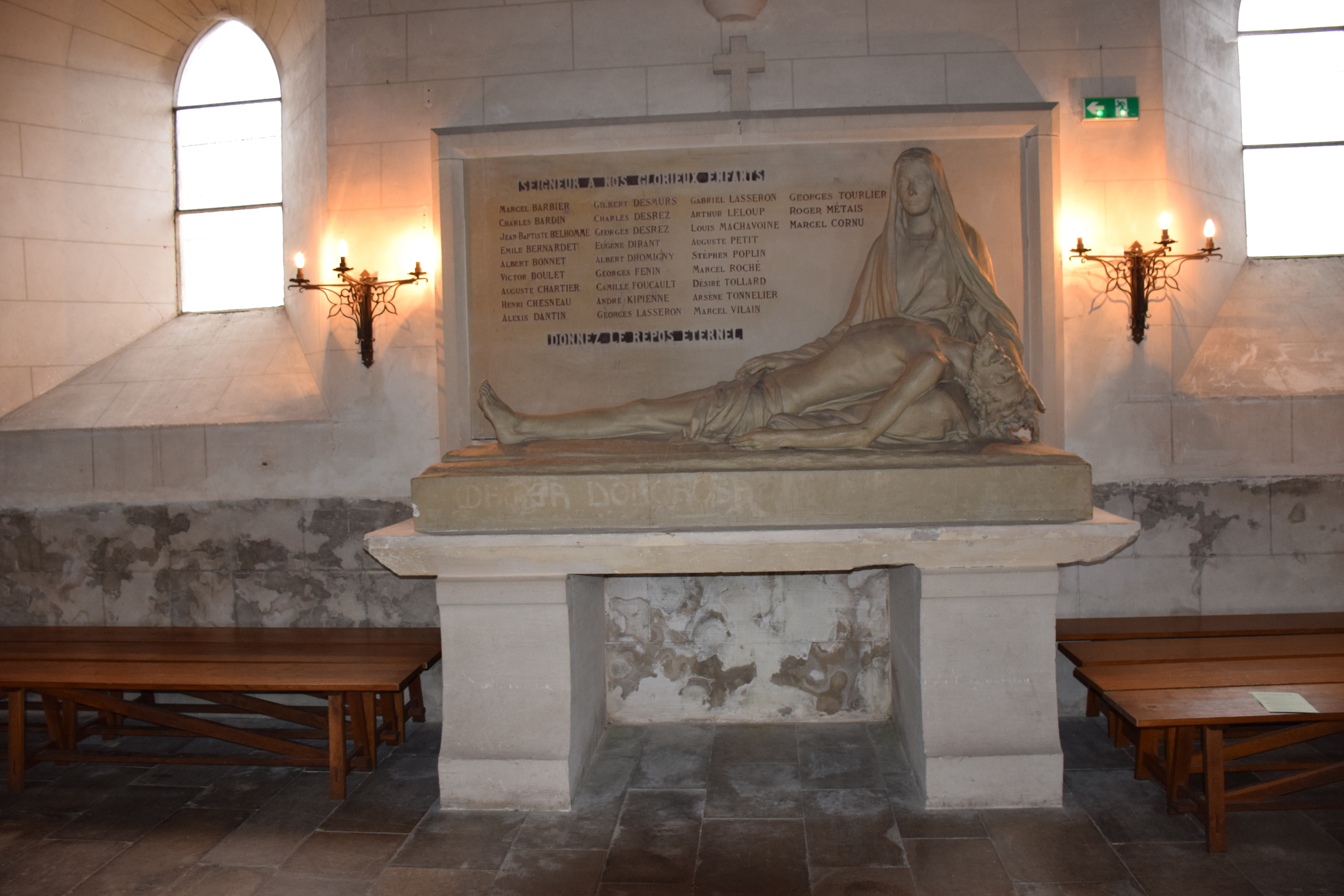
Mater Dolorosa (ou Piéta) par le sculpteur Emile Guillaume (1899)

Chéroy est une commune française située dans le département de l'Yonne en région Bourgogne-Franche-Comté. Ses habitants sont appelés les Caroissiens.

## Géographie
Chéroy est une commune située dans le nord-ouest du département de l'Yonne, limitrophe de la région Île-de-France. Le village est traversé par une rivière : le Lunain. Chéroy est une des communes appartenant au Gâtinais en Bourgogne.

### Transports
Chéroy est desservie par la ligne de bus L 852 du réseau interurbain Mobigo. Cette ligne necessite une reservation au prealable pour etre utilisé.
Les transports scolaires ne sont pas gratuits à Chéroy, du lundi au samedi. Des cars financés par le conseil départemental de l'Yonne font l'aller le matin et le retour le soir. Il y a trois passages : un pour desservir les écoles primaires de Dollot et de Vallery, un qui dessert le collège de Saint Valérien, et un qui dessert les lycées de Sens.
Il y a cinq arrêts de bus à Chéroy
Trois dans le bourg du village : Bois Lunain, Mairie et Église.
Deux arrêts dans le lieu-dit des Pinçonnières : les Pinçonnières et le Beau-Site.
Les cars desservent aussi un lieu-dit de Vallery : la Justice.

### Lieux-dits et écarts
La commune dispose de plusieurs hameaux, qui lui sont rattachés. Il s'agit des lieux-dits de : la Chabouillerie, les Morteaux, les Pinçonnières et les Bedets.

### Communes limitrophes
dans le canton de Gâtinais-en-BourgogneDollot, Jouy, Montacher-Villegardin et Vallery ;
dans le canton de Nemours (arrondissement de Fontainebleau, département de Seine-et-Marne, région Île-de-France)Blennes et Vaux-sur-Lunain.

### Climat
Pour des articles plus généraux, voir Climat de la Bourgogne-Franche-Comté et Climat de l'Yonne.
En 2010, le climat de la commune est de type climat océanique dégradé des plaines du Centre et du Nord, selon une étude du Centre national de la recherche scientifique s'appuyant sur une série de données couvrant la période 1971-2000. En 2020, Météo-France publie une typologie des climats de la France métropolitaine dans laquelle la commune est exposée à un climat océanique altéré et est dans la région climatique  Nord-est du bassin Parisien, caractérisée par un ensoleillement médiocre, une pluviométrie moyenne régulièrement répartie au cours de l’année et un hiver froid (3 °C). 
Pour la période 1971-2000, la température annuelle moyenne est de 10,8 °C, avec une amplitude thermique annuelle de 15,6 °C. Le cumul annuel moyen de précipitations est de 737 mm, avec 11,7 jours de précipitations en janvier et 7,6 jours en juillet. Pour la période 1991-2020, la température moyenne annuelle observée sur la station météorologique de Météo-France la plus proche, « La Brosse-Mx », sur la commune de La Brosse-Montceaux à 16 km à vol d'oiseau, est de 12,0 °C et le cumul annuel moyen de précipitations est de 652,9 mm. 
La température maximale relevée sur cette station est de 42,9 °C, atteinte le 25 juillet 2019 ; la température minimale est de −20,5 °C, atteinte le 17 janvier 1985,,. 
Les paramètres climatiques de la commune ont été estimés pour le milieu du siècle (2041-2070) selon différents scénarios d'émission de gaz à effet de serre à partir des nouvelles projections climatiques de référence DRIAS-2020. Ils sont consultables sur un site dédié publié par Météo-France en novembre 2022.

## Urbanisme

### Typologie
Au 1er janvier 2024, Chéroy est catégorisée bourg rural, selon la nouvelle grille communale de densité à sept niveaux définie par l'Insee en 2022.
Elle est située hors unité urbaine. Par ailleurs la commune fait partie de l'aire d'attraction de Paris, dont elle est une commune de la couronne,. Cette aire regroupe 1 929 communes,.

### Occupation des sols
L'occupation des sols de la commune, telle qu'elle ressort de la base de données européenne d’occupation biophysique des sols Corine Land Cover (CLC), est marquée par l'importance des territoires agricoles (88,3 % en 2018), en diminution par rapport à 1990 (89,2 %). La répartition détaillée en 2018 est la suivante : 
terres arables (73,6 %), zones agricoles hétérogènes (14,7 %), zones urbanisées (9,8 %), forêts (1,9 %). L'évolution de l’occupation des sols de la commune et de ses infrastructures peut être observée sur les différentes représentations cartographiques du territoire : la carte de Cassini (XVIIIe siècle), la carte d'état-major (1820-1866) et les cartes ou photos aériennes de l'IGN pour la période actuelle (1950 à aujourd'hui).

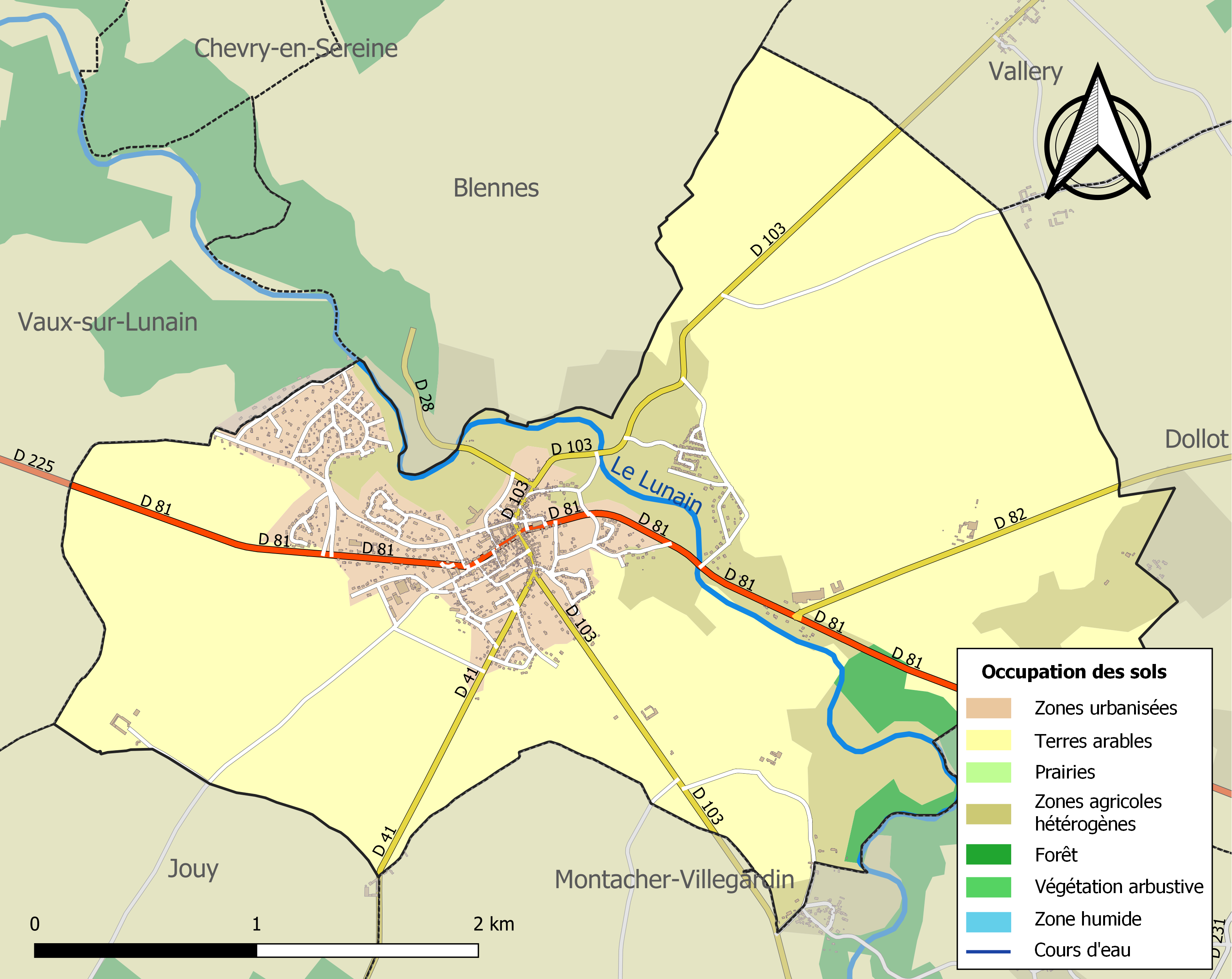
Carte des infrastructures et de l'occupation des sols de la commune en 2018 (CLC).

## Histoire

### Histoire médiévale
En 1120, Salon, vicomte de Sens, possesseur d'immenses domaines, fit don aux religieux de l'abbaye de Saint-Jean-lès-Sens des villages de Chéroy, Brannay, Lixy et Voulx.
En juin 1155, une assemblée importante réunit de nombreux personnages de premier plan du royaume à Soissons. Elle décide d'autoriser le roi Louis VII à intervenir directement lorsque la paix intérieure est menacée : ainsi, la Paix de Dieu (> Evolution du mouvement ; Paix de l'Eglise, organisée par des conciles et synodes) devient une Paix du roi. Pour la première fois, le souverain est fondé à mettre au pas un puissant qui ne respecte pas l’Église ou la population civile. Immédiatement, dans le Sénonais, Louis VII met en œuvre deux mesures : l'expédition militaire (contre le comte de Nevers molestant l'abbé de Vézelay) et la fiction de la présence royale (par le biais du pariage). Le pariage est un contrat d'association liant un propriétaire préexistant menacé de fait par son voisinage, et un puissant personnage (un seigneur, un comte ou le roi). En échange du partage des profits, l'associé protège les lieux. Le fait que les pariages du Sénonais soient institués à mi-gain dit assez le désespoir des propriétaires initiaux acceptant la perte de la moitié de leurs revenus.
Ne pouvant remédier au brigandage qui sévissait, Gilbert, abbé de St-Jean, fit appel, en 1155, au bras séculier du roi de France Louis VII pour rétablir et maintenir l'ordre (cf. Annuaire historique de l'Yonne, t. XXV, 1862, p. 108). Chéroy se trouva alors en pariage entre ces deux grands seigneurs. Il est le plus ancien pariage royal.
Les largesses royales envers les léproseries comme l'octroi de chartes ouvrant droit aux foires assurèrent au village une prospérité qui perdura plusieurs siècles, jusqu'à la guerre de Cent Ans, où le bourg de Chéroy a subi de nombreuses déprédations relatives à l'occupation anglaise comme à la résistance des places fortes de Dollot et Vallery.
Par la suite, d'autres pariages sont conclus aux environs : Flagy, Lorrez-le-Bocage, Dollot, Lixy, Voulx, Pont-sur-Yonne, Granges-le-Bocage. Les pariages de Dixmont et de Thorigny seront dissous rapidement. Sous Blanche de Castille, la politique centrale vise à émietter les grandes prévôtés qui rendent la Couronne trop dépendante des oligarchies financières. Des prévôtés plus modestes sont instituées dans tous les pariages. Un prévôt royal, fermier de son état, prend place à Chéroy. La Couronne prend l'habitude de confier aux reines douairières la gestion des pariages du Gâtinais durant tout le XIVe siècle. En 1404, cette politique est interrompue : l'ensemble des pariages est inclus dans le duché de Nemours, érigé pour l'occasion.

### Histoire contemporaine
Plus récemment à la Révolution française, la commune était en rivalité, avec Saint-Valérien, et ceci afin d'obtenir le titre de chef-lieu de canton. Finalement Chéroy l'emporte, on la préfère à l'autre commune car plus peuplée, bien que moins centrée géographiquement parlant.
Au XIXe siècle, une ligne de chemin de fer traversait la commune. La gare de Chéroy était d'ailleurs reconnue pour son architecture remarquable. La ligne de chemin de fer, faute de recettes suffisantes cessa de fonctionner dans les années 1950.

## Politique et administration

### Liste des maires[14]
| Période   | Période                   | Identité           | Étiquette | Qualité |
| --------- | ------------------------- | ------------------ | --------- | ------- |
| 1935      | 1948 (décédé en fonction) | SAUGER Camille     |           |         |
| 1948      | 1953                      | MOUJON Fernand     |           |         |
| 1953      | 1954                      | LOUISMET Marcel    |           |         |
| 1954      | 1965                      | HENRY André        |           |         |
| 1965      | 1980 (décédé en fonction) | PIOT Jacques       |           |         |
| 1980      | 1983                      | DOMARD Odile       |           |         |
| 1983      | 1989                      | DOMENECH André     |           |         |
| 1989      | 2001                      | DAVID Gilbert      |           |         |
| mars 2001 | 2008                      | André Beze         |           |         |
| mars 2008 | En cours                  | Brigitte Berteigne | DVC       |         |

## Démographie
L'évolution du nombre d'habitants est connue à travers les recensements de la population effectués dans la commune depuis 1793. Pour les communes de moins de 10 000 habitants, une enquête de recensement portant sur toute la population est réalisée tous les cinq ans, les populations de référence des années intermédiaires étant quant à elles estimées par interpolation ou extrapolation. Pour la commune, le premier recensement exhaustif entrant dans le cadre du nouveau dispositif a été réalisé en 2006.

En 2022, la commune comptait 1 763 habitants, en évolution de +6,78 % par rapport à 2016 (Yonne : −1,95 %, France hors Mayotte : +2,11 %).
| 1793 | 1800 | 1806 | 1821 | 1831 | 1836 | 1841 | 1846 | 1851 |
| ---- | ---- | ---- | ---- | ---- | ---- | ---- | ---- | ---- |
| 894  | 856  | 824  | 834  | 889  | 906  | 886  | 912  | 900  |

| 1856 | 1861 | 1866 | 1872 | 1876 | 1881 | 1886 | 1891 | 1896 |
| ---- | ---- | ---- | ---- | ---- | ---- | ---- | ---- | ---- |
| 847  | 844  | 880  | 824  | 758  | 738  | 731  | 752  | 707  |

| 1901 | 1906 | 1911 | 1921 | 1926 | 1931 | 1936 | 1946 | 1954 |
| ---- | ---- | ---- | ---- | ---- | ---- | ---- | ---- | ---- |
| 702  | 686  | 719  | 575  | 590  | 534  | 544  | 512  | 537  |

| 1962 | 1968 | 1975 | 1982  | 1990  | 1999  | 2006  | 2011  | 2016  |
| ---- | ---- | ---- | ----- | ----- | ----- | ----- | ----- | ----- |
| 548  | 578  | 763  | 1 024 | 1 326 | 1 403 | 1 526 | 1 615 | 1 651 |

| 2021  | 2022  | - | - | - | - | - | - | - |
| ----- | ----- | - | - | - | - | - | - | - |
| 1 734 | 1 763 | - | - | - | - | - | - | - |

## Lieux et monuments

### Patrimoine religieux

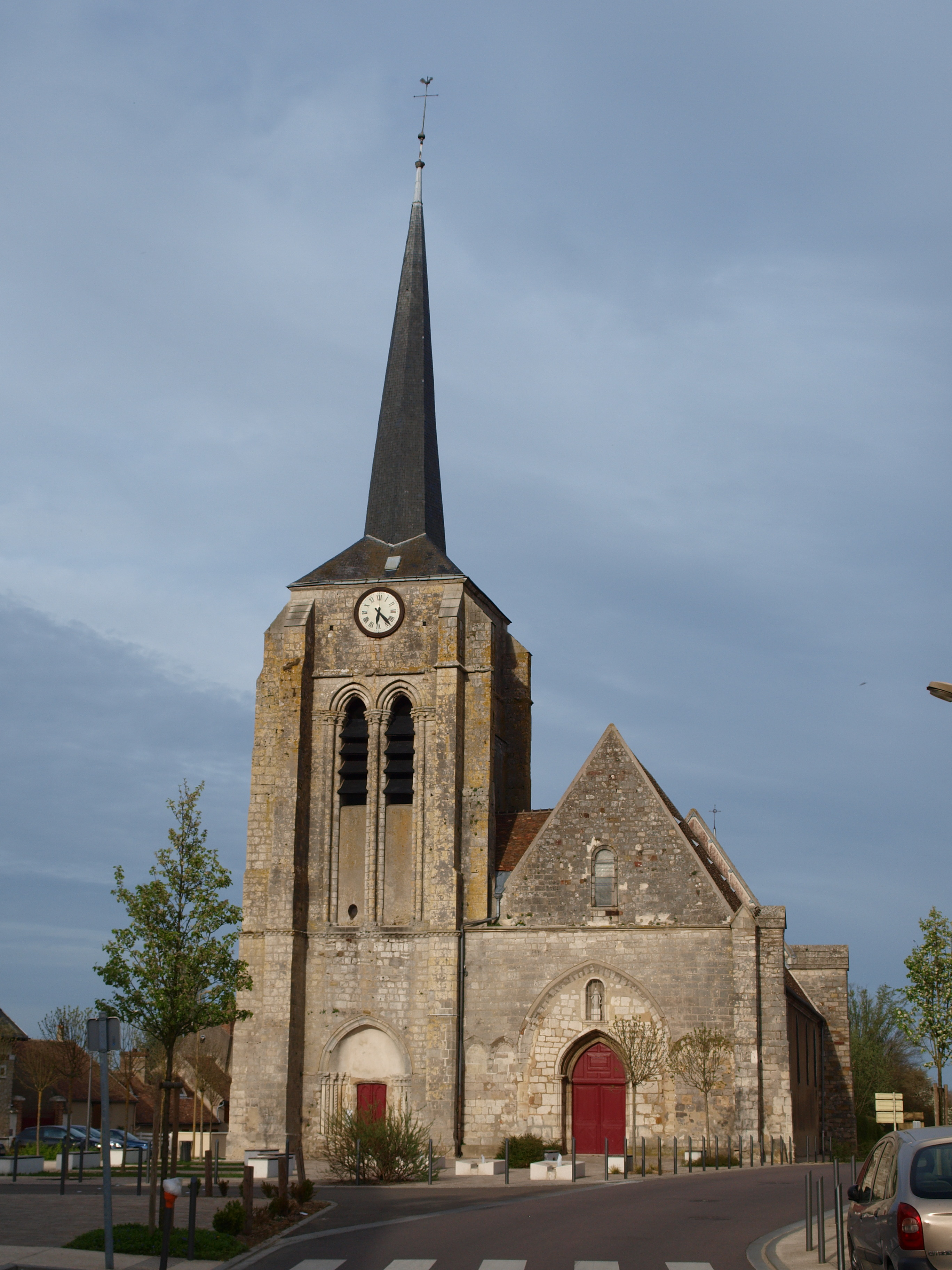
Eglise de l'Assomption, Cheroy

L'église de l'Assomption de Chéroy abrite un tableau du XVIe siècle, L'adoration des bergers, une statue en bois de la fin du XVIIe siecle, un monument au mort en platre représentant une mere pleurant son fils réaliser en 1899 par Emile Guillaume (1867-1954), ainsi que deux autels du XVIIIe siècle; tous sont recensés aux objets des Monuments historiques sur notice de 1992.

### Patrimoine civil
Il existe une grange dîmière au nord de Chéroy, l'un des quelques lieux notables de la commune.
Le monument aux morts de la Première Guerre mondiale de Chéroy aurait suscité la polémique lors de son apparition : sur celui-ci se trouve une statue de La Délivrance représentant une femme nue, les bras ouverts, brandissant une épée. Son auteur est le sculpteur Emile Guillaume (1867-1954).

## Personnalités liées à la commune
- Louis Puteaux (1780-19 avril 1864), promoteur parisien et conseiller municipal du village des Batignolles, dont il fut l’un des fondateurs[22] (cf. Projet Puteaux, 1848, Paris, imp. Léautey[23]).
- François Leloup de Cheron (1807-), plus connu sous le pseudonyme de Leupol. Né à Chéroy, il est un savant indianiste, auteur, avec Émile-Louis Burnouf, d'un bon Dictionnaire sanscrit-français. Le plus important de ses travaux est le Dictionnaire sanscrit, 1863-1865, avec la transcription en caractères français.
- André Boulanger (1886-1958), né et inhumé à Chéroy, professeur de langue et littérature latines à la Sorbonne.
- Hippolyte Rossignol (1837-1919), vétérinaire, s'y maria en 1865
- Regis Rappailles (1978-), candidat sur Koh Lanta « l’Ile des Héros » en 2020, demi finaliste
- Émile Guillaume (1867-1954), sculpteur et statuaire, auteur du monument aux morts de la commune de Chéroy (Statue de la Délivrance) et de la Mater Dolorosa se trouvant à l'intérieur de l'église. En 1924, le sculpteur a reçu la médaille d'or du Salon des Artistes français pour la statue de la Délivrance.

## Événements
- La Ronde des 16 clochers est une animation sportive voire une course sportive qui traverse seize communes dont Chéroy, ce qui explique son nom.

## Pour approfondir